# Anna Nordqvistová
Anna Maria Nordqvistová (* 10. června 1987 Eskilstuna) je švédská golfistka.
Začínala ve třinácti letech v klubu Torshälla GK a jejím prvním mezinárodním úspěchem bylo v roce 2005 vítězství na Girls Amateur Championship. Pak odešla do USA studovat na Arizona State University. Na The Women's Amateur Championship skončila na druhém místě v letech 2006 a 2007 a zvítězila v roce 2008. Podílela se na zisku Espirito Santo Trophy v roce 2008 a v prosinci téhož roku se stala profesionální hráčkou. 
Vyhrála devět turnajů okruhu LPGA Tour a pět turnajů na Ladies European Tour. Vybojovala prvenství na třech majorech: LPGA Championship 2009, Evian Championship 2017 a Women's British Open 2021. Je tak jedinou evropskou golfistkou, která dokázala vyhrát major ve třech různých dekádách. 
V letech 2010 a 2011 vyhrála s týmem Švédska Pohár evropských národů. Na LOH 2016 skončila na jedenáctém místě, o které se dělila s Američankou Gerinou Pillerovou. Koncem roku 2017 byla klasifikována na sedmém místě světového ženského žebříčku. Na olympiádě v roce 2020 obsadila dělené 23. místo. V letech 2009, 2017 a 2021 byla vyhlášena švédským golfistou roku. Ve své kariéře vydělala okolo osmdesáti milionů švédských korun.
S týmem Evropy získala Solheim Cup v letech 2011, 2013, 2019 a 2021. V roce 2025 byla jmenována kapitánkou evropského týmu.